# Kuraczki
Kuraczki (Ptilopachinae) – nowo zdefiniowana monotypowa podrodzina ptaków z rodziny przepiórowatych (Odontophoridae).

## Zasięg występowania
Podrodzina obejmuje gatunki występujące w Afryce.

## Morfologia
Długość ciała 23–28 cm; masa ciała 190–312 g.

## Systematyka

### Nazewnictwo
- Ptilopachus (Ptilopachys): gr. πτιλον ptilon „pióro”; παχυς pakhus „gruby, gęsty”[10].
- Petrogallus: łac. petra „skała, kamień”, od gr. πετρος petros „kamień”; gallus „kogucik”[11]. Gatunek typowy: Perdix fusca Vieillot, 1834 = Tetrao petrosus J.F. Gmelin, 1789.
- Acentrortyx: gr. ακεντρος akentros „bez ostrogi”, od negatywnego przedrostka α- a- ; κεντρον kentron „ostroga”, od κεντεω kenteō „kłuć”; ορτυξ ortux, ορτυγος ortugos „przepiórka”[12]. Gatunek typowy: Francolinus nahani A.J.C. Dubois, 1905.

### Podział systematyczny
Takson pierwotnie zaliczany do rodziny kurowatych (Phasianidae), lecz badania filogenetyczne przeprowadzone w 2006 roku wykazały, że rodzaj ten jest bliżej spokrewniony z przepiórami niż z innymi grzebiącymi. Do rodzaju należą dwa gatunki:
- Ptilopachus petrosus – kuraczek skalny
- Ptilopachus nahani – kuraczek leśny – takson tradycyjnie umieszczany w rodzaju Francolinus[13]